# Zákon o střetu zájmů
Zákon o střetu zájmů (zákon č. 159/2006  Sb.) je zákon, který v České republice od 1. ledna 2007 upravuje střet zájmů veřejných funkcionářů. Jeho prováděcím předpisem je vyhláška č. 79/2017 Sb., o struktuře oznámení podle zákona o střetu zájmů účinná od 1. 9. 2017. 

## Základní údaje
Návrh zákona byl rozeslán poslancům dne 27. 7. 2005. Návrh byl v PSP schválen 25. 1. 2006. Prezident zákon podepsal, rozhodnutí bylo doručeno do Sněmovny dne 7. 4. 2006 Zákon zrušil starší zákon České národní rady č. 238/1992 Sb. o některých opatřeních souvisejících s ochranou veřejného zájmu ve znění pozdějších předpisů. Zákon o střetu zájmů byl po svém schválení během 10 let 15krát novelizován.
V roce 2017 byla schválena novela 14/2017 Sb. zákona o střetu zájmů, která vládním činitelům zakazovala vlastnictví médií a přijímání státních dotací prostřednictvím jejich firem. Tuto novelu prezident Zeman vetoval, Sněmovna však jeho veto 11. ledna 2017 přehlasovala (viz článek Seznam prezidentských vet Miloše Zemana).
V důsledku toho místopředseda vlády ČR Andrej Babiš v roce 2017 převedl své akcie společností Agrofert a SynBiol do dvou svěřenských fondů s názvy AB private trust I a AB private trust II.

### Změna zákona Ústavním soudem
Dle nálezu Ústavního soudu České republiky ze dne 11. 3. 2020 zrušil Ústavní soud na návrh 42 senátorů Parlamentu České republiky zastoupené senátorem Ivem Valentou a na návrh 60 senátorů Parlamentu České republiky zastoupené senátorem Ing. Michaelem Canovem část zákona č. 159/2006 Sb., O střetu zájmů, a to § 14b odst. 1 písm. a), b) a c) k 31.12.2020.
Důvodem úpravy zákona byl zásah do práva na soukromí veřejných funkcionářů spočívající ve veřejném zpřístupňování údajů o majetku, příjmech a závazcích. Ústavní soud přijal za opodstatněný argument, že zveřejnění údajů o majetku, příjmech a závazcích formou veřejně přístupného registru oznámení může intenzivně zasahovat do soukromí veřejného funkcionáře. Oproti tomu je stále povinen svoje údaje o majetku, příjmech a závazcích na žádost poskytnout.